# Бейпорт (город, Миннесота)
Бейпорт (англ. Bayport) — город в округе Вашингтон, штат Миннесота, США. На площади 4,7 км² (4,7 км² — суша, водоёмов нет), согласно переписи 2002 года, проживают 3162 человека. Плотность населения составляет 671,4 чел./км².
- Телефонный код города — 651
- Почтовый индекс — 55003
- FIPS-код города — 27-04114[1]
- GNIS-идентификатор — 0639747[2]